# Nick Markakis
Nicholas William Markakis, (né le 17 novembre 1983 à Glen Cove, New York, États-Unis) est un voltigeur des Braves d'Atlanta de la Ligue majeure de baseball.
Il joue ses 9 premières saisons, de 2006 à 2014, chez les Orioles de Baltimore. Jamais invité au match des étoiles malgré deux saisons d'au moins 100 points produits, ce voltigeur de droite a gagné un Gant doré pour son excellence en défensive. Ses origines grecques lui ont permis d'être aligné en équipe de Grèce, notamment à l'occasion des Jeux olympiques à Athènes en 2004.

## Carrière

### Orioles de Baltimore

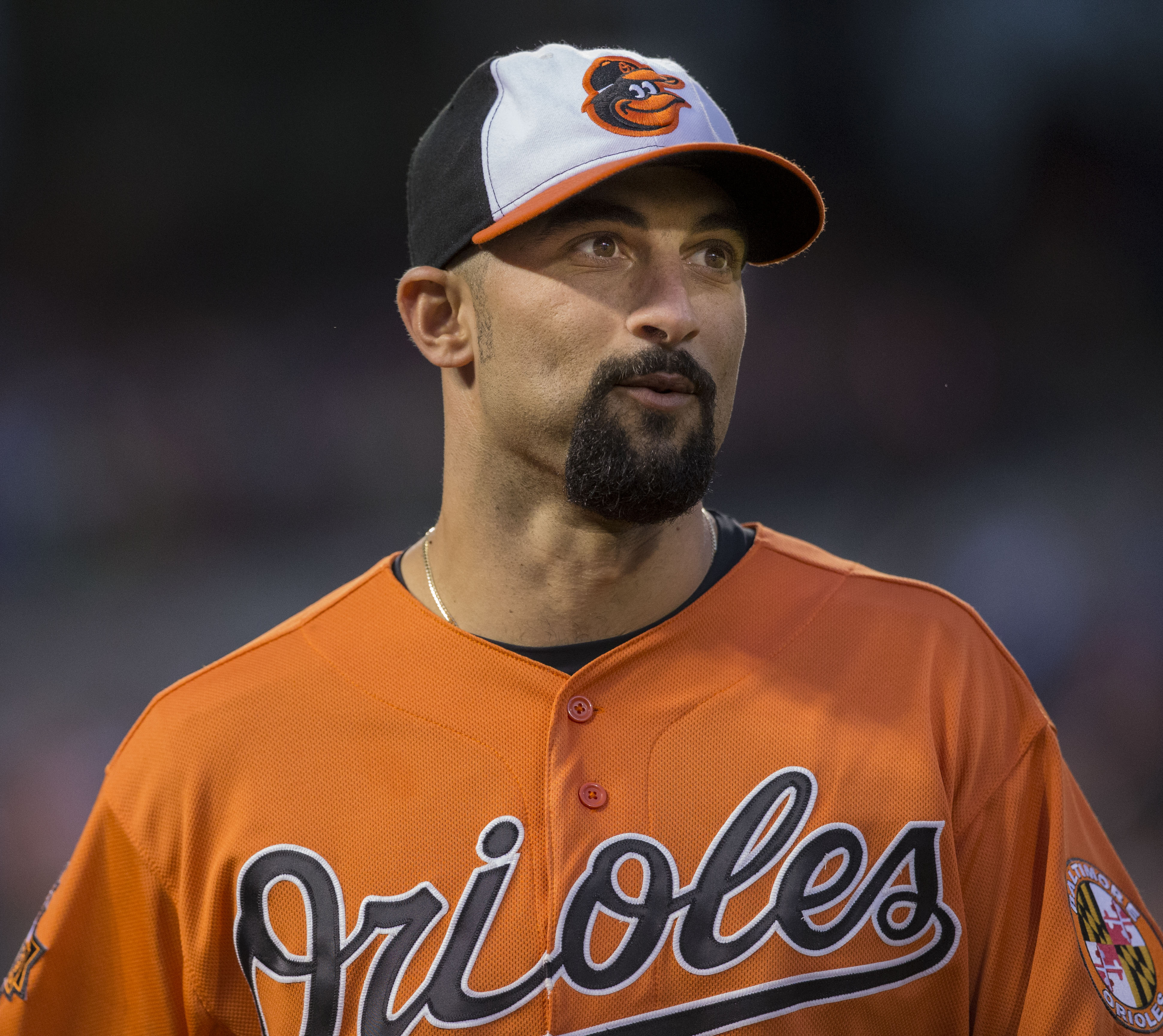
Nick Markakis en 2014 avec les Orioles de Baltimore.

Nick Markakis est repêché le 3 juin 2003 par les Orioles de Baltimore au premier tour (7e choix).
Il fait ses débuts le 3 avril 2006 pour Baltimore et est l'une des meilleures recrues de la Ligue américaine avec 16 circuits, 62 points produits et une moyenne au bâton de ,291 en 147 parties jouées. Il se classe à la fin de l'année en 6e place du vote désignant la meilleure recrue de la saison.
En 2007, le voltigeur de droite dispute 161 des 162 parties des Orioles et élève sa moyenne au bâton à ,300. Il apparaît dans le top 10 des meilleurs joueurs de la Ligue américaine pour plusieurs catégories offensives, notamment les coups sûrs (191), les doubles (43), les coups sûrs de plus d'un but (69) et les points produits (112). Il réussit 23 coups de circuit.
En 2008, Markakis est 3e de la Ligue américaine avec une moyenne de présence sur les buts de ,406 et 10e avec une moyenne au bâton de ,306. Il prend le 3e rang de sa ligue pour les doubles avec 48 et le 4e rang avec 106 points marqués. Ses 99 buts-sur-balles obtenus des lanceurs adverses le placent second de l'Américaine derrière les 111 de Jack Cust des A's d'Oakland. Il termine la saison avec 20 circuits et 87 points produits.
Il prolonge son contrat chez les Orioles le 21 janvier 2009 en s'engageant pour six ans contre 66,1 millions de dollars. Il débute en Ligue majeure le 6 avril 2006.
En 2009, Markakis joue 161, ne ratant une fois de plus qu'un seul match de son club et atteint les 100 points produits pour la deuxième fois de sa carrière. Il frappe 18 circuits au total et produit 101 points et ses 188 coups sûrs ne sont que 3 de moins que son record personnel établi deux ans plus tôt. Ses 45 coups de deux buts le placent au 6e rang de la Ligue américaine et ses 10 ballons sacrifice le classent premier de l'Américaine et second dans tout le baseball majeur.
En 2010, la moyenne au bâton de Markakis est de ,297 grâce à 187 coups sûrs, dont 45 doubles et 12 circuits. Il ne produit cependant que 60 points en 160 matchs, son plus bas total jusque-là en carrière.
En 2011, malgré sa plus faible moyenne au bâton (,284) depuis son entrée dans les majeures, il augmente ses totaux de circuits (15) et de points produits (75). Il dispute 160 matchs des Orioles et, pour la première fois, reçoit un Gant doré comme témoignage de son excellent jeu défensif au champ extérieur.
Markakis devient agent libre après la saison 2014. Le vétéran de 9 saisons est à ce moment le joueur qui compte le plus d'ancienneté chez les Orioles.

### Braves d'Atlanta

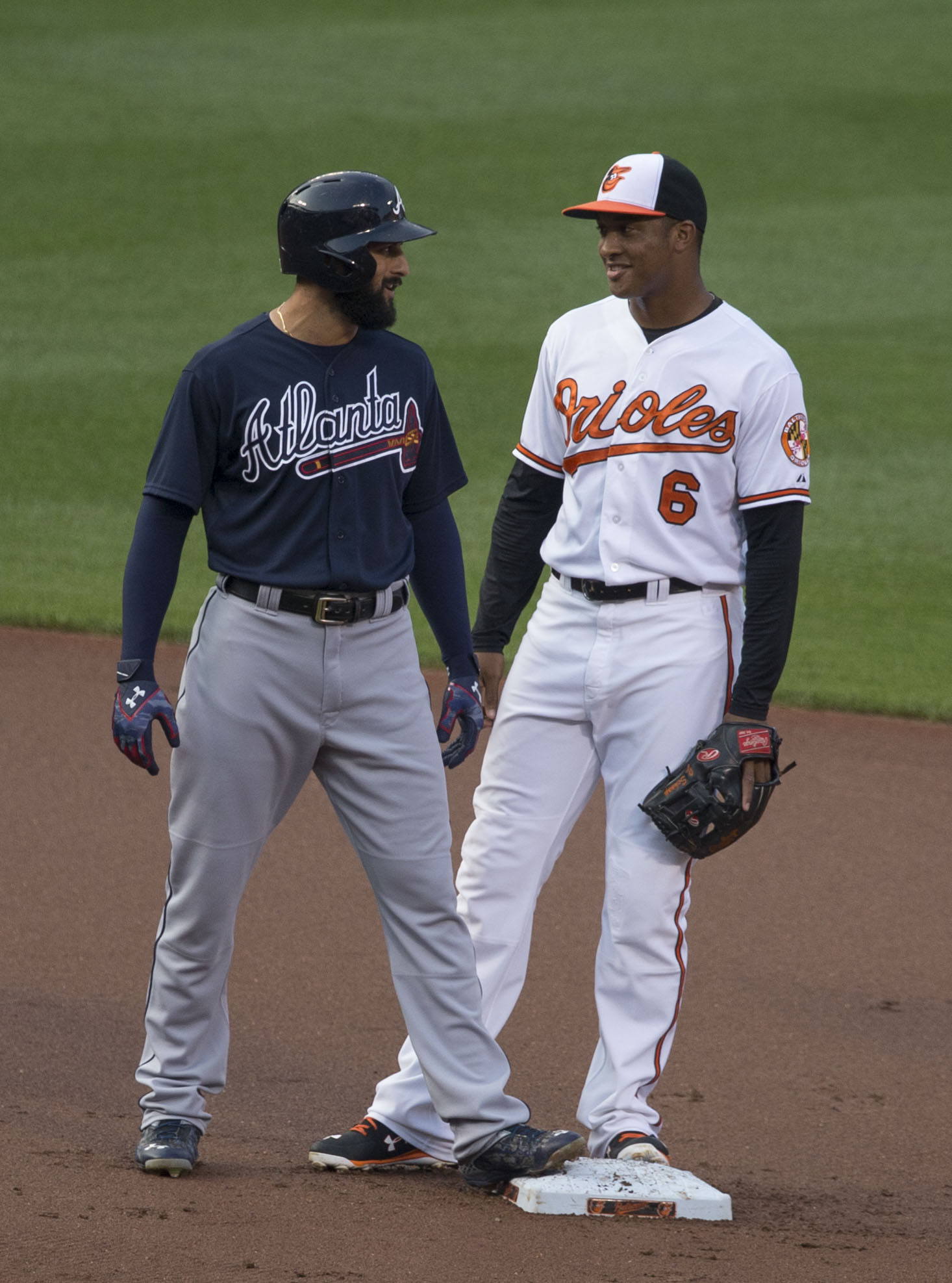
Nick Markakis (à gauche) des Braves et son ancien coéquipier Jonathan Schoop (à droite) des Orioles le 27 juillet 2015.

Le 3 décembre 2014, Markakis signe un contrat de 44 millions de dollars pour 4 saisons chez les Braves d'Atlanta.

### Équipe de Grèce
Ses origines grecques lui ont permis d'être aligné en équipe de Grèce, notamment à l'occasion des Jeux olympiques à Athènes en 2004. Il prend également part au Championnat d'Europe 2003, au cours duquel l'équipe greco-américaine (nombreux autres joueurs américains sélectionnés en vue des Jeux olympiques) remporte la médaille de bronze, performance inédite, et sans lendemain.

## Vie personnelle
Né aux États-Unis dans l'État de New York, Nick Markakis a des origines grecques et allemandes. Il a grandi dans la région d'Atlanta.

## Statistiques
| Saison | Équipe    | G   | AB   | R   | H   | 2B  | 3B | HR | RBI | SB | BA    |
| ------ | --------- | --- | ---- | --- | --- | --- | -- | -- | --- | -- | ----- |
| 2006   | Baltimore | 147 | 491  | 72  | 143 | 25  | 2  | 16 | 62  | 2  | 0,291 |
| 2007   | Baltimore | 161 | 637  | 97  | 191 | 43  | 3  | 23 | 112 | 18 | 0,300 |
| 2008   | Baltimore | 157 | 595  | 106 | 182 | 48  | 1  | 20 | 87  | 10 | 0,306 |
| 2009   | Baltimore | 161 | 642  | 94  | 188 | 45  | 2  | 18 | 101 | 6  | 0,293 |
| 2010   | Baltimore | 160 | 629  | 79  | 187 | 45  | 3  | 12 | 60  | 7  | 0,297 |
| Totaux | Totaux    | 786 | 2994 | 448 | 891 | 206 | 11 | 89 | 422 | 43 | 0,298 |

Note : G = Matches joués ; AB = Passages au bâton; R = Points ; H = Coups sûrs ; 2B = Doubles ; 3B = Triples ; 
HR = Coup de circuit ; RBI = Points produits ; SB = Buts volés ; BA = Moyenne au bâton.